# Записки сумасшедшего
«Запи́ски сумасше́дшего» — повесть Николая Васильевича Гоголя, написанная им в 1834 году. Впервые повесть вышла в 1835 году в сборнике «Арабески» с заголовком «Клочки из записок сумасшедшего». Позднее была включена в сборник «Петербургские повести».

## Главный герой
Герой «Записок сумасшедшего», от имени которого ведётся повествование, — Аксентий Иванович Поприщин, мелкий петербургский чиновник, переписыватель бумаг в департаменте, столоначальник, мелкий дворянин в чине титулярного советника (та же профессия и тот же чин были у другого гоголевского персонажа, Акакия Акакиевича Башмачкина).
Исследователи не раз обращали внимание на основу фамилии героя «Записок сумасшедшего». Аксентий Иванович недоволен своей должностью, над ним, как над всяким сумасшедшим, висит одна идея — идея поиска своего неведомого «поприща». Поприщин недоволен, что им, дворянином, помыкает начальник отделения: «Он уже давно мне говорит: „Что это у тебя, братец, в голове всегда ералаш такой? Ты иной раз метаешься как угорелый, дело подчас так спутаешь, что сам сатана не разберёт, в титуле поставишь маленькую букву, не выставишь ни числа, ни номера“».

## Сюжет
Повесть представляет собой дневник главного героя. В начале он описывает свою жизнь и работу, а также окружающих его людей. Далее он пишет о своих чувствах к дочери директора, и вскоре после этого начинают проявляться признаки сумасшествия — он разговаривает с её собачкой Меджи, после чего заполучает письма, которые Меджи писала другой собаке. Через несколько дней он полностью отрывается от действительности — начинает понимать, что он — король Испании. Его безумие видно даже по числам в дневнике — если начинается дневник с 3 октября, то понимание о том, что он — король Испании, приходит, по его датировкам, «43 апреля 2000 года», и чем дальше, тем больше погружается герой вглубь своей фантазии. Он попадает в сумасшедший дом, но воспринимает это как прибытие в Испанию. В конце записи полностью теряют смысл, превращаясь в набор фраз. Последняя фраза повести: «А знаете ли, что у алжирского дея под самым носом шишка?»
В некоторых изданиях в последней фразе вместо дея фигурирует бей.

## История создания
Один из петербургских знакомых Гоголя, во время чайных вечеров на его квартире, подробно, по много часов, рассказывал Гоголю о психологии сумасшедших. Материалы из этих рассказов вошли потом в «Записки сумасшедшего».
Сюжет «Записок сумасшедшего» восходит к двум различным замыслам Гоголя начала 30-х годов: к «Запискам сумасшедшего музыканта», упоминаемым в известном перечне содержания «Арабесок» и к неосуществлённой комедии «Владимир 3-й степени». Из письма Гоголя Ивану Дмитриеву от 30 ноября 1832 года, а также из письма Плетнёва Жуковскому от 8 декабря 1832 года можно усмотреть, что в ту пору Гоголь был увлечён повестями Владимира Одоевского из цикла «Дом сумасшедших», вошедших позже в цикл «Русских ночей» и, действительно, посвящённых разработке темы мнимого или действительного безумия у высокоодарённых («гениальных») натур. Причастность собственных замыслов Гоголя в 1833—1834 годах к этим повестям Одоевского видна из несомненного сходства одной из них — «Импровизатора» — с «Портретом». Из того же увлечения романтическими сюжетами Одоевского возник, очевидно, и неосуществлённый замысел «Записок сумасшедшего музыканта»; непосредственно связанные с ним «Записки сумасшедшего» тем самым связаны, через «Дом сумасшедших» Одоевского, с романтической традицией повестей о художниках.
«Владимир 3-й степени», будь он закончен, тоже имел бы героем безумца, существенно отличного, однако, от «творческих» безумцев тем, что это был бы человек, поставивший себе прозаическую цель получить крест Владимира 3-й степени; не получив его, он «в конце пьесы… Сходил с ума и воображал, что он сам и есть» этот орден. Такова новая трактовка темы безумия, тоже приближающаяся, в известном смысле, к безумию Поприщина.
Из замысла комедии о чиновниках, оставленного Гоголем в 1834 году, ряд бытовых, стилистических и сюжетных деталей перешёл в создаваемые тогда «Записки». Генерал, мечтающий получить орден и поверяющий свои честолюбивые мечты комнатной собачке, дан уже в «Утре чиновника», то есть в уцелевшем отрывке начала комедии, относящемся к 1832 году. В уцелевших дальнейших сценах комедии без труда отыскиваются комедийные прообразы самого Поприщина и его среды — в выведенных там мелких чиновниках Шнейдере, Каплунове и Петрушевиче. Отзыв Поприщина о чиновниках, которые не любят посещать театр, прямо восходит к диалогу Шнейдера и Каплунова о немецком театре. Особо при этом подчёркнутая в Каплунове грубость ещё сильней убеждает в том, что в него-то и метит Поприщин, называя нелюбящего театр чиновника «мужиком» и «свиньёй». В Петрушевиче, напротив, надо признать первую у Гоголя попытку той идеализации бедного чиновника, которая нашла себе воплощение в самом Поприщине. «Служил, служил и что же выслужил», говорит «с горькой улыбкою» Петрушевич, предвосхищая подобное же заявление Поприщина в самом начале его записок. Отказ затем Петрушевича и от бала и от «бостончика» намечает тот разрыв со средой, который приводит Поприщина к безумию. И Каплунов, и Петрушевич — оба поставлены затем в те же унизительные для них отношения с лакеем начальника, что и Поприщин. От Закатищева (позже Собачкина) протягиваются, с другой стороны, нити к тому взяточнику «Записок», которому «давай пару рысаков или дрожки»; Закатищев в предвкушении взятки мечтает о том же самом: «Эх, куплю славных рысаков … Хотелось бы и колясчонку». Сравним также канцелярские диалектизмы комедии (например, слова Каплунова: «И врёт, расподлец») с подобными же элементами в языке Поприщина: «Хоть будь в разнужде»; ср. ещё канцелярское прозвище Шнейдера: «проклятая немчура» и «проклятая цапля» в «Записках».
Связанная, таким образом, с первым комедийным замыслом Гоголя, картина департаментской жизни и нравов в «Записках…» восходит к личным наблюдениям самого Гоголя в пору его собственной службы, из которых вырос замысел «Владимира 3-й степени». Есть в повести и биографические подробности самого автора: «Дом Зверкова» у Кукушкина моста — это тот дом, в котором в 1830-х годах был приятель у самого Гоголя и где, кроме того, жил одно время и сам он. Запах, которым встречает Поприщина этот дом, упомянут в письме Гоголя к матери от 13 августа 1829 года. О «ручевском фраке» — мечте Поприщина — говорится в письмах Гоголя 1832 году к Александру Данилевскому, тому самому «приятелю», который жил в доме Зверкова. Причёску начальника отделения, раздражающую Поприщина, отмечает Гоголь и в «Петербургских Записках», как черту, почерпнутую, видимо, из личных наблюдений.
При публикации повести имели место цензурные затруднения (например, вместо дея в первоначальном варианте упоминался король Франции Карл X), о которых Гоголь сообщал в письме Пушкину: «Вышла вчера довольно неприятная зацепа по цензуре по поводу „Записок сумасшедшего“; но, слава Богу, сегодня немного лучше; по крайней мере я должен ограничиться выкидкою лучших мест… Если бы не эта задержка, книга моя, может быть, завтра вышла».

## Поэтика повести
«Записки сумасшедшего» именно как записки, то есть рассказ о себе героя, не имеют в творчестве Гоголя ни прецедентов, ни аналогий. Культивировавшиеся Гоголем до и после «Записок» формы повествования к данному замыслу были неприложимы. Тема безумия одновременно в трёх аспектах (социальном, эстетическом и лично-биографическом), которые находил в ней Гоголь, естественнее всего могла быть развёрнута прямой речью героя: с установкой на речевую характеристику, с подбором острых диалектизмов ведущего свои записки чиновника. С другой стороны, эстетический иллюзионизм, подсказавший Гоголю первую мысль подобных записок, сделал возможным включение в них элементов фантастического гротеска и абсурда (сцена переписки собак), остранённые диалоги (разговоры Поприщина с самим собой); естественна была при этом известная причастность героя к миру искусства, однако предназначавшаяся сперва для этого музыка не мирилась с определившимся окончательно типом героя, и место музыки в записках чиновника занял театр, — вид искусства, с которым одинаково удачно сочетались все три аспекта темы сразу. Александринская сцена и занесена поэтому в «Записки сумасшедшего», как одно из главных мест развёртывающейся в них социальной драмы. Но иллюзорный мир театрального эстетизма у Гоголя совсем иной, чем у Гофмана. Там он утверждается как высшая реальность; у Гоголя, напротив, он чисто реалистически низводится до сумасшествия в прямом, клиническом смысле слова.
В своё время Юрий Лотман отметил связь «Записок сумасшедшего» с лубком. Поприщин хорошо знает о разного рода аномальных явлениях. «Говорят, в Англии выплыла рыба, которая сказала два слова на таком странном языке, что учёные уже три года стараются определить и ещё до сих пор ничего не открыли. Я читал тоже в газетах о двух коровах, которые пришли в лавку и спросили себе фунт чаю». В лубочной письменности имелось значительное количество сообщений об аномальных явлениях, причём в качестве источника информации авторы лубков указывали газеты. В газетах авторов лубочных текстов интересовало всё необычное, не встречающееся читателям в повседневной жизни. Например, одна из картинок рассказывает, что 6 апреля в Париже была поймана удивительная птица — «оная величиною какъ фазанъ, носъ ея какъ у индеискаго петуха, голова и уши наподобие мышеи <…> 4 имеетъ крыла, на спине — гробница, вкоеи — две мёртвые кости съголовою, все тело ея какъ бархатъ, перьевъ кроме крылъ не имеетъ, а на хвосте — перья какъ у утки». Лубочные тексты такого рода с детальными описаниями различных уродцев, драконов и монстров действительно напоминают речь сумасшедшего. Многие факты, свидетельствующие об умопомешательстве героя повести, и стиль их изложения, были заимствованы Гоголем в «Северной пчеле» (Поприщин — регулярный подписчик «Пчёлки»). Заметки в разделе «Смесь» печатались в ней без единого иронического комментария, и так же всерьёз воспринимал их несчастный чиновник. Некоторые из этих публикаций попали в его дневник почти дословно. Например, это: «Какой-то мистик, — повествовала „Северная пчела“, — напечатал в баварском календаре, что 20 марта 1832 года в 3 часа пополудни начнётся осень».
По мнению литературоведа Андрея Кузнецова неслучайным является выбор женского имени Софи: «Среди прочих персонажей русской литературы, носящих это имя, особо выделяется Софья Павловна Фамусова из комедии Грибоедова „Горе от ума“, примыкающей к повести Гоголя разработкой темы сумасшествия (и обличения сумасшедшим окружающего его общества, — вспомним поприщинское: „Аренды, аренды хотят эти патриоты!“). Поприщин, как видно, соотносится (в случае привлечения комедии) с Чацким после „схождения с ума“, то есть начиная с отрывка „Год 2000…“, а до этого отрывка он сопоставим с Молчалиным: его обязанности и отношение к директору очень схожи с отношением к Фамусову Молчалина. Соответственно, больший вес получает и зыбкая любовная линия Поприщин-Софи (многократно усиливается ирония по поводу расположения Софи к Поприщину). А замечание, отпускаемое Поприщиным в момент, когда он вспоминает Софи (замечание, ставшее крылатым выражением): „Ничего… ничего… молчание!“ — прямо наводит нас на фамилию героя Грибоедова, то есть на Молчалина».
Непосредственно связана с замыслом повести реплика Хлестакова, присутствовавшая в первоначальной редакции комедии «Ревизор»: «А как странно сочиняет Пушкин, вообразите себе: перед ним стоит в стакане ром, славнейший ром, рублей по сту бутылка, какова только для одного австрийского императора берегут, — и потом уж как начнёт писать, так перо только тр…тр…тр… Недавно он такую написал пьесу: Лекарство от холеры, что волосы дыбом становятся. У нас один чиновник с ума сош`л, когда прочитал. Того же дня приехала за ним кибитка и взяли его в больницу…»
А. Блок отмечает, что заключительный монолог Поприщина — это уже не речь прежнего Поприщина, а лирика самого Гоголя, перекликающаяся с рассказом о птице-тройке в «Мёртвых душах».

## Критика
Современная «Арабескам» критика в целом оказалась доброжелательной к новой повести Гоголя.
«В клочках из записок сумасшедшего», по отзыву «Северной пчелы» (1835, № 73), «есть… много остроумного, смешного и жалкого. Быт и характер некоторых петербургских чиновников схвачен и набросан живо и оригинально».
Сочувственно отозвался и враждебный «Арабескам» Сенковский, усмотревший в «Записках сумасшедшего» те же достоинства, что и в «забавной истории» поручика Пирогова. Правда, по мнению Сенковского, «Записки сумасшедшего» «были бы лучше, если бы соединялись какою-нибудь идеею» («Библиотека для чтения», 1835, февраль).
Гораздо ярче и глубже оказался отзыв Белинского (в статье «О русской повести и повестях Гоголя»): «Возьмите „Записки сумасшедшего“, этот уродливый гротеск, эту странную, прихотливую грезу художника, эту добродушную насмешку над жизнию и человеком, жалкою жизнию, жалким человеком, эту карикатуру, в которой такая бездна поэзии, такая бездна философии, эту психическую историю болезни, изложенную в поэтической форме, удивительную по своей истине и глубокости, достойную кисти Шекспира: вы ещё смеётесь над простаком, но уже ваш смех растворён горечью; это смех над сумасшедшим, которого бред и смешит, и возбуждает сострадание». Повторил этот свой отзыв Белинский и в рецензии (1843 года) на «Сочинения Николая Гоголя»: «„Записки сумасшедшего“ — одно из глубочайших произведений…».

## Повесть Гоголя и психиатрия
По мнению психологов и психиатров[каких?], «Гоголь не поставил перед собой цель описать сумасшествие чиновника. Под прикрытием „Записок сумасшедшего“ он описал убожество нравов и духовности чиновничьей и светской среды. И „дружеская переписка“ собачек Меджи и Фидель, и дневник чиновника наполнены такой острой иронией и добротным юмором, что читатель забывает о фантастичности фабулы повести.
Что касается характера сумасшествия чиновника, то оно относится к бреду величия, который бывает при параноидной форме шизофрении, прогрессивном сифилитическом параличе и паранойе. При шизофрении и прогрессивном параличе бредовые идеи величия интеллектуально значительно беднее, чем при паранойе, поэтому систематизированный бред героя повести носит паранойяльный характер, и Гоголь описал его ярко и правдоподобно».
С. Бочаров отмечает, что Поприщин сходит с ума на почве размышлений о собственной человеческой ценности. В каждом его слове ощущается трагизм попытки осознать себя человеком. И только в апофеозе бреда он наконец прорывается к себе самому — в заключительном монологе Поприщина его поиски своего места в мире завершаются словами «ему нет места на свете!»

## Цитаты и реминисценции из «Записок сумасшедшего»
Неоконченный рассказ под названием «Записки сумасшедшего» есть у Льва Толстого. Впрочем, в тексте рассказа нет явных аллюзий на Гоголя.
В наше время написано множество текстов под таким же названием и с подобной композицией, где также описывается постепенное схождение человека с ума, но в обстановке современности. Также «Записки сумасшедшего» — популярный подзаголовок блогов.
Схожее название — «Записки психопата» — носят дневники Венедикта Ерофеева.
Любопытна история гоголевского окказионализма «мартобрь» (одно из писем Поприщина датировано «86 мартобря»). Максимилиан Волошин в стихотворении «Россия» пишет: «До Мартобря (его предвидел Гоголь) В России не было ни буржуа, Ни классового пролетариата…» Набоков использовал его в своём переводе Кэрролла «Аня в стране чудес», описывая то, как Шляпник и Мартовский Заяц поссорились со Временем. Одно из стихотворений цикла «Часть речи» Иосифа Бродского начинается со слов «Ниоткуда с любовью, надцатого мартобря». Леха Никонов в стихотворении «Ты повзрослеешь» упоминает мартобрь.
По мнению художника-концептуалиста Виктора Пивоварова, многие представители русского андерграунда «вышли из „Записок сумасшедшего“».

Кто мы? Андрей Монастырский, например, со своим «Каширским шоссе» и метафизикой ВДНХ, Пригов, вопящий свои сакральные азбуки и написавший 27 тысяч стихотворений, Звездочетов и его «Мухоморы», Юра Лейдерман с бредовыми, никому не доступными текстами, Кабаков со своим «Человеком, улетевшим в космос», Игорь Макаревич, вырезающий из дерева череп Буратино. О петербургских психах молчу, поскольку знаю о них только понаслышке, но говорят, у них там гнездо. Любой читатель этот список легко дополнит.

Повесть Аркадия и Бориса Стругацких «Второе нашествие марсиан» имеет подзаголовок «Записки здравомыслящего».
В программе «Куклы» выпуск 1995 года имеет заголовок «Записки сумасшедшего». В главной роли — кукла министра иностранных дел А. Козырева.
В рассказе Михаила Задорнова «Записки сумасшедшего» высмеиваются проблемы в понимании, связанные со сбоем техники на телефонной линии.
Китайский писатель Лу Синь в 1918 году написал рассказ «Дневник сумасшедшего». Лу Синь был поклонником творчества Гоголя и не скрывал, что использовал в своём произведении идею, положенную в основу гоголевской повести.

В песне «Нон-фикшн» Oxxxymiron из альбома «Красота и уродство» ссылается на произведение. 
Белый халат тебе идёт, малышка

А знаете, что у алжирского дея под самым носом шишка?

## Воплощения

### Экранизации
- «Записки сумасшедшего», телевизионный спектакль, Ленинградская студия телевидения, 1968 год. Режиссёр Александр Белинский, в роли Поприщина Евгений Лебедев.
- «Николай Гоголь. Петербургские повести», телевизионный спектакль, 1971 год. Режиссёр Григорий Залкинд, в роли Поприщина Георгий Бурков.
- «Записки сумасшедшего», фильм-спектакль, Укртелефильм, 1990 год. Режиссёр Татьяна Магар, в роли Поприщина Борис Плотников.
- «Дневник сумасшедшего»[фр.], реж. Роже Кожьо[фр.] 1963

### Инсценировки
- 1985 год — ленинградским театром «Эксперимент» был поставлен спектакль «Записки сумасшедшего». В главной роли — Виктор Гоголев, режиссёр-постановщик — Алексей Штерн.
- 1989 год — был поставлен спектакль Театром юных зрителей им. А. А. Брянцева. В главной роли — Валерий Дьяченко, режиссёр — Георгий Васильев.
- С 2003 года — спектакль Монотеатра «МИФ». В главной роли заслуженный артист Украины Михаил Фица, режиссёр — Борис Мартынов.
- С 2004 года — спектакль «Он был титулярный советник» в Мастерской Петра Фоменко[18].
- 2005 — Государственный академический театр им. Е. Вахтангова, режиссёр-постановщик и исполнитель роли Поприщина — Юрий Красков[19].
- 2009 год — спектакль-перформанс «Записки сумасшедшего. Гипотеза» с Ренатой Литвиновой и Александром Башировым[20]. Спектакль стал лауреатом антипремии «Серебряная калоша» в номинации «Кидалово года или очень нужны деньги».
- 2009 год — молодёжным театром Сочи был поставлен спектакль «Записки сумасшедшего». В главной роли — Максим Корень, режиссёр-постановщик — Марианна Напалова.
- C 2006 года в театре имени Н. В. Гоголя моноспектакль «Записки сумасшедшего» в исполнении артиста театра Александра Лучинина.
- C 2009 года в театре «Синематографъ» «Записки сумасшедшего» с переводом на жестовый язык. В роли Поприщина — Максим Тиунов.
- С 2010 года в Драматическом театре «СТРЕЛА» проходит спектакль «Записки сумасшедшего», режиссёр-постановщик — Сергей Золкин.
- 3 апреля 2010 года в немецком государственном театре г. Карлсруэ (Badisches Staatstheater Karlsruhe, Deutschland), состоялась премьера спектакля «Tagebuch eines Wahnsinnigen» («Записки сумасшедшего»), режиссёр, автор сценария и сценограф — Бэно Аксёнов (Băno Axionov), музыкальное оформление — Артур Аксёнов (Artur Aksenov), в роли Поприщина — Тиль Флориан Бауербах (Till Florian Beyerbach)[21][22][23][24][25][26].
- В 2010 году в Волгоградском молодёжном театре состоялась премьера спектакля «Записки сумасшедшего», в роли Поприщина — Игорь Мишин.
- В 2012 году в Тамбовском театре юного зрителя (ТЮЗ ТГУ им. Г. Р. Державина) состоялась премьера спектакля «Записки сумасшедшего» режиссёр — Д. А. Беляев.
- 2013 — «Записки сумасшедшего», моноспектакль Ярослава Колчанова (театр «Туки-Луки», город Пермь), режиссёр Яков Рубин (Камерный Драматический театр города Вологда). Спектакль — обладатель приза зрительских симпатий на VIII театральном фестивале «Московская обочина», 2018 год. В настоящее время спектакль идёт в репертуаре театра «Туки-Луки», город Пермь.
- В 2014 году в театре Коте Марджанишвили (Тбилиси), совместно с Emilia Romagna Teatro Fondazione Co-Production (Италия), состоялась премьера спектакля «The mad man’s diary» («Записки сумасшедшего»), режиссёр — Цуладзе Леван, в роли Поприщина — Massimo Scola.
- С 2015 года примерно спектакль для органа «Записки сумасшедшего» (совместный проект Молодёжного театра и Муниципального органного зала г. Краснодара). Режиссёр и исполнитель — заслуженный артист Кубани Виктор Плужников, солист — заслуженный артист Кубани Михаил Павалий (орган), видения — актёры Молодёжного театра Юлия Макарова и Никита Петров.
- 2015 — спектакль «Сон разума» в Московском губернском театре, фантасмагория по мотивам повести «Записки сумасшедшего». Режиссёр-постановщик — Сергей Безруков, также является исполнителем главной роли.
- 2016 — «Блогер», размышление о повести «Записки сумасшедшего». Режиссёр-постановщик — Игорь Патокин, в роли Поприщина — Иван Братушев, в роли Панночки — Анна Патокина. Премьера состоялась 1 октября 2016 года в Архангельском театре драмы имени М. В. Ломоносова.
- 2016 — спектакль «Записки сумасшедшего» в Одесском русском драматическом театре, сценическая фантасмагория в одном действии. Режиссёр-постановщик, автор сценографии и музыкального оформления спектакля — Игорь Неведров. В роли Поприщина — Сергей Юрков.

### Музыка
- 1963 — моноопера «Записки сумасшедшего» Юрия Буцко.
- 1974 — опера «Записки сумасшедшего» Станойло Раичич (Белград, Югославия).